# Kitanczewo
Kitanczewo (bułg. Китанчево) – wieś w Bułgarii, w obwodzie Razgrad, w gminie Isperich. W 2023 roku liczyła 1496 mieszkańców.